# Tricentrus qadrii
Tricentrus qadrii är en insektsart som beskrevs av Yasmeen och S. Ahmad 1976. Tricentrus qadrii ingår i släktet Tricentrus och familjen hornstritar. Inga underarter finns listade i Catalogue of Life.